# Восточноафриканские узкороты
Восточноафриканские узкороты (лат. Probreviceps) — род бесхвостых земноводных из семейства Eleutherodactylidae. Род включает виды, встречающиеся в горных лесах Танзании и Зимбабве; в 2006 и 2008 годах также сообщалось о нескольких неописанных видах из гор Укугуру и Нгуру в Танзании.

## Классификация
На февраль 2023 года в род включают 6 видов:
- Probreviceps durirostris Loader, Channing, Menegon & Davenport, 2006
- Probreviceps loveridgei Parker, 1931 — Норная лягушка
- Probreviceps macrodactylus (Nieden, 1926) — Большепалый узкорот
- Probreviceps rhodesianus Poynton & Broadley, 1967 — Родезийский узкорот
- Probreviceps rungwensis Loveridge, 1932
- Probreviceps uluguruensis (Loveridge, 1925)